# Adam Petryna

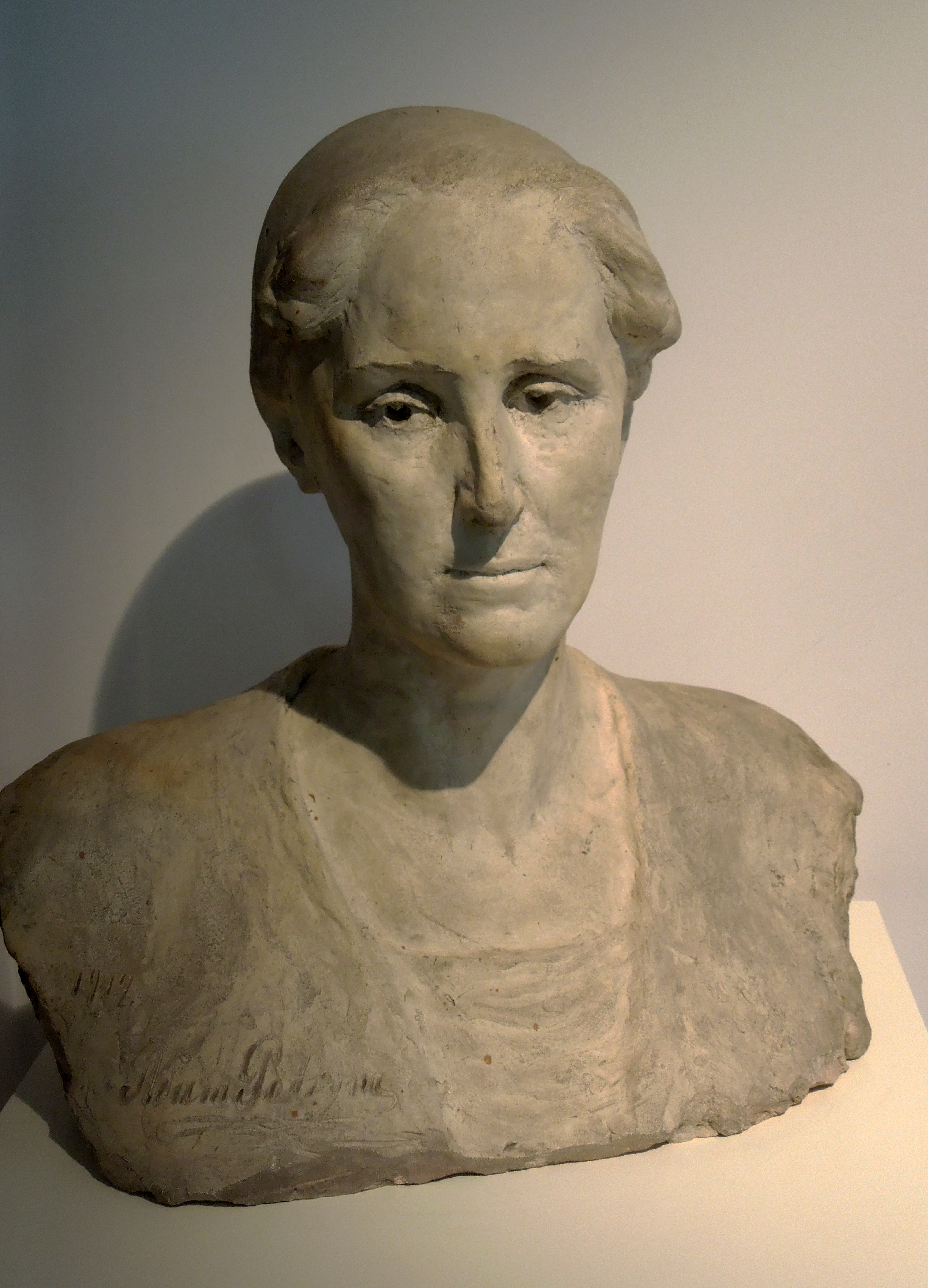
Adam Petryna, poprsí Anieli Chmielińské

Adam Petryna (15. ledna 1881 Zapady, Polsko – 26. srpna 1942 Zapady, Polsko) byl polský lidový tvůrce, sochař a malíř.

## Životopis
Adam Petryna se narodil 15. ledna 1881 v malé vesnici Zapady, nedaleko města Skierniewice na území carského Ruska, dnes na území Polska. Jeho rodiči byli Józef a Anastazja (rozená Dura), zemědělci, kteří měli chalupnickou usedlost. Byl jejich jediným synem, ale zato měl vícero sester. Proto se v době jeho narození jistě počítalo s tím, že převezme hospodářství po otci. Nicméně Adam od malička projevoval veliké umělecké nadání a proto byl mnohými podporovaný, aby své schopnosti rozvíjel. Později obdržel stipendium od Leonii Mazarakové, aby mohl své schopnosti rozvíjet pod odborným vedením. Nejdříve studoval ve Varšavě, později v Krakově. Bohužel studia neukončil a vrátil se do rodné vesnice. V období první světové války a krátce po ní pobýval v Rusku, na různých místech, ke konci na Kavkazu. Po svém návratu nejdříve bydlel ve Skierniewicích, kde se neúspěšně pokoušel o založení etnografického muzea. Poté se přestěhoval do Złakowa Kościelného, kde byl jedním z organizátorů z Střediska "księżackiej kultury". Toto středisko se věnovalo popularizaci místní etnografické oblasti okolo měst Skierniewice a Łowicz. Po zrušení tohoto střediska v roce 1935 ještě krátce přebýval v domě, který tam dostal k užívání. Nicméně tlaky na jeho vystěhování sílily a tak se vrátil do rodné vesnice Zapady. Protože on sám po již zesnulém otci nepřevzal hospodářství, majitelem chalupnické usedlosti byla jeho sestra s manželem. U nich Adam Petryna bydlel až do své smrti 26. srpna 1942. Byl pochován na hřbitově v Godzianowě. Nikdy se neoženil a neměl žádné potomky.

## Umělecká činnost
Od dětských let vyřezával ze dřeva. Jeho prvními díly byly vyřezávané hole a jiné předměty. Na studiích se začal věnovat sochařství a malířství. Přesto po celý život se věnoval i řezbě ze dřeva, jedním z jeho dochovaných děl jsou tzv. dvířka pro tabernákulum (ovšem toto určení funkce není jisté). Dále zůstalo zachováno několik soch, které mají navazovat na literární dílo Władysława Reymonta Sedláci. V sochařství používal kámen i hlínu. I když se malířství věnoval od raných let, většina jeho tvorby se nezachovala. Jeho díla kromě soukromých sbírek je možné najít v Historickém muzeu Skierniewic, Muzeu umění v Lodži a v Národním muzeu ve Varšavě.